# Bahnhof Owase
Der Bahnhof Owase (jap. 尾鷲駅 'Owase-eki) ist ein Bahnhof auf der japanischen Insel Honshū. Er wird von der Bahngesellschaft JR Central betrieben und befindet sich in der Präfektur Mie auf dem Gebiet der Stadt Owase, an der Ostseite der Kii-Halbinsel.

## Verbindungen
Owase ist ein Zwischenbahnhof an der Kisei-Hauptlinie, deren östliche Sektion von JR Central betrieben wird sowie die Städte Kameyama und Shingū miteinander verbindet. Täglich halten hier vier Zugpaare des Limited Express Nanki, der vor allem auf den touristischen Verkehr ausgerichtet und deshalb mit Panoramawagen ausgestattet ist. Dieser Schnellzug verkehrt von Nagoya über Yokkaichi, Tsu und den Bahnhof Shingū nach Kii-Katsuura im Süden der Kii-Halbinsel. Im Nahverkehr fahren Züge alle ein bis zwei Stunden, nordwärts nach Taki, Kii-Nagashima oder Kameyama, in südlicher Richtung nach Kumanoshi oder Shingū. Auf dem Bahnhofsvorplatz befindet sich eine Bushaltestelle, die von zwei Linien des städtischen Owase City Community Bus bedient werden. Mehrere Linien der Gesellschaft Mie Kōtsū halten in rund 200 Metern Entfernung an der östlich gelegenen Hauptstraße.

## Anlage
Der Bahnhof steht an der Grenze zwischen den Stadtteilen Kodochō im Westen und Nakamurachō im Osten. In östlicher Richtung erstreckt sich bis zum Hafen das Stadtzentrum mit Geschäften und öffentlichen Einrichtungen, im Südosten befindet sich der Nakamurayama-Park mit der Ruine der Burg Nakamurayama. Die ebenerdige Anlage ist von Norden nach Süden ausgerichtet und umfasst zwei Gleise, die beide dem Personenverkehr dienen. Diese liegen am Hausbahnsteig und an einem Seitenbahnsteig, die beide vollständig überdacht sind. Letzterer ist am nördlichen Ende über eine gedeckte Fußgängerbrücke mit dem hölzernen Empfangsgebäude an der Ostseite verbunden, das noch aus der Zeit der Streckeneröffnung stammt. Einst verfügte der Bahnhof über zwei weitere Gleise, wobei eines zwischen den beiden heute noch vorhandenen und das andere an der Westseite des Seitenbahnsteigs (bzw. damaligen Mittelbahnsteigs) lag.
Im Fiskaljahr 2019 nutzten täglich durchschnittlich 379 Fahrgäste den Bahnhof.

## Bilder

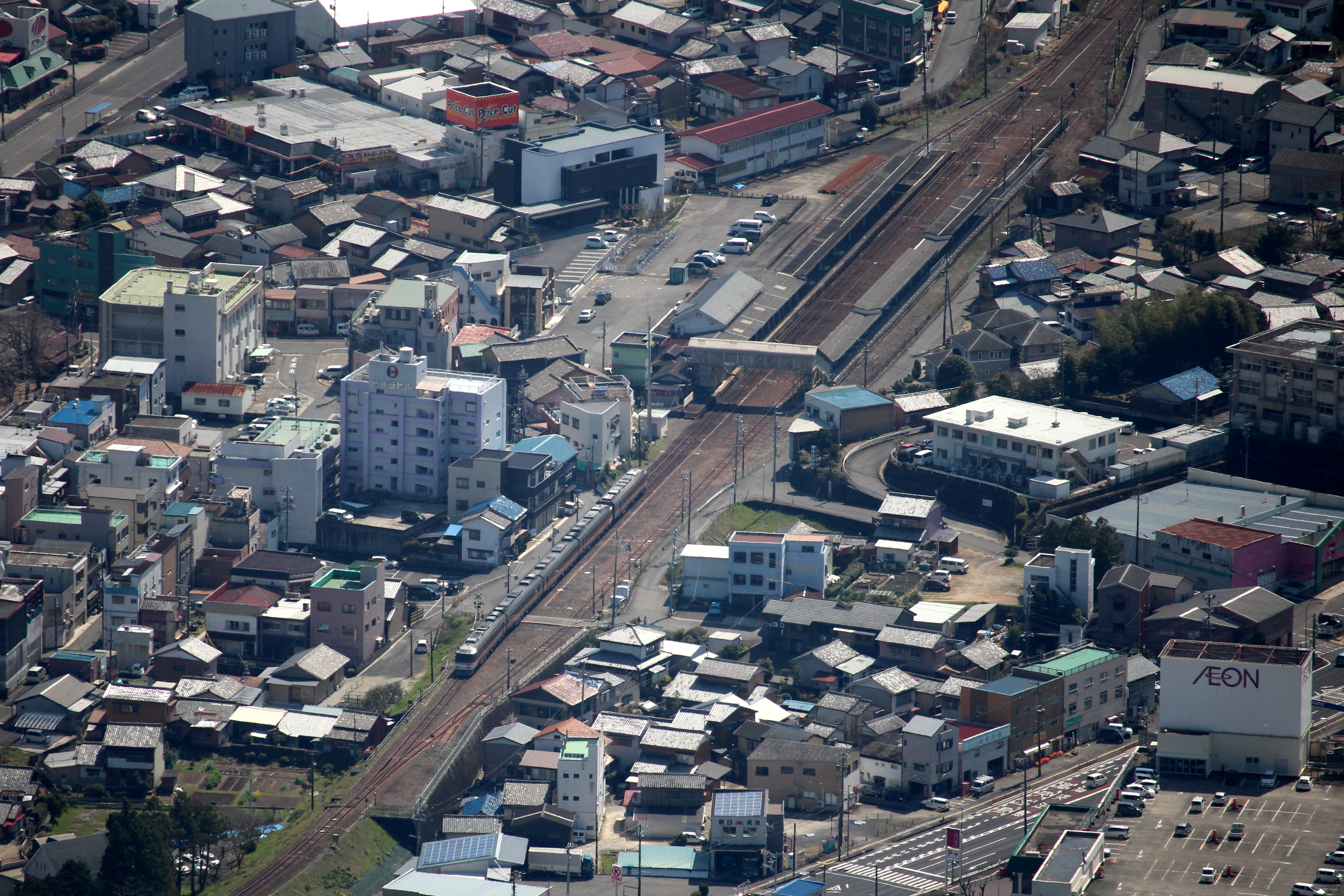
Luftansicht
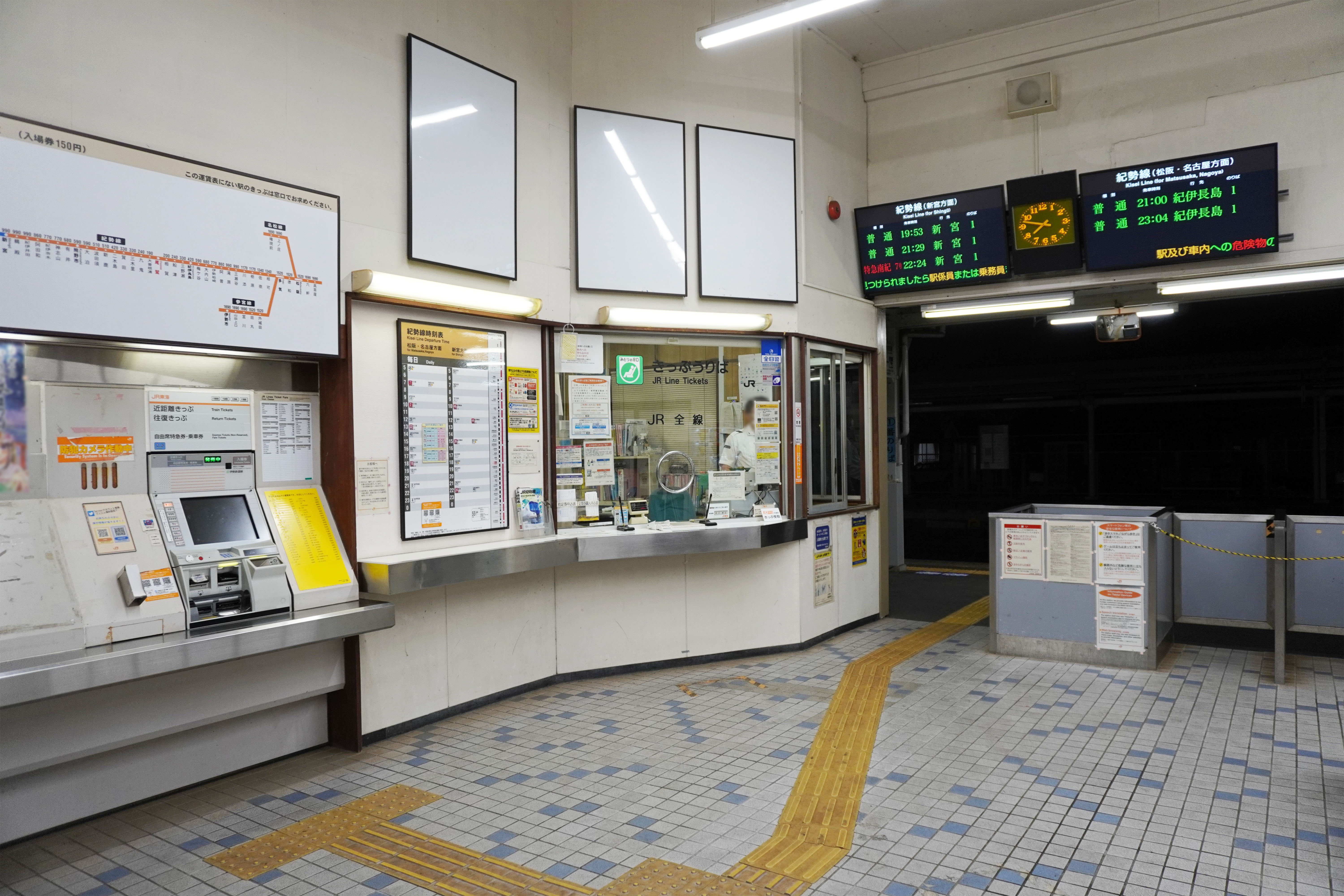
Schalterhalle
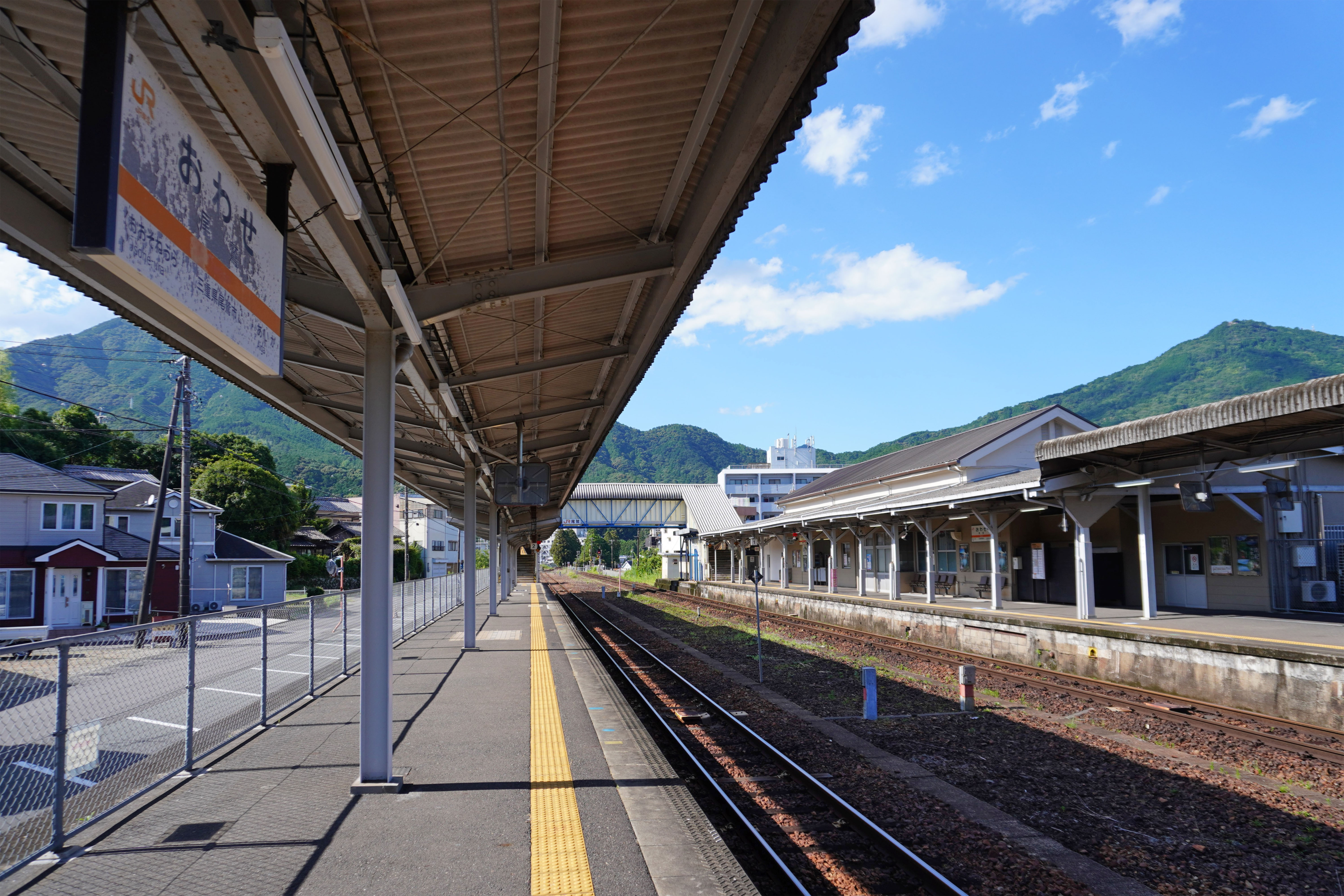
Bahnsteige
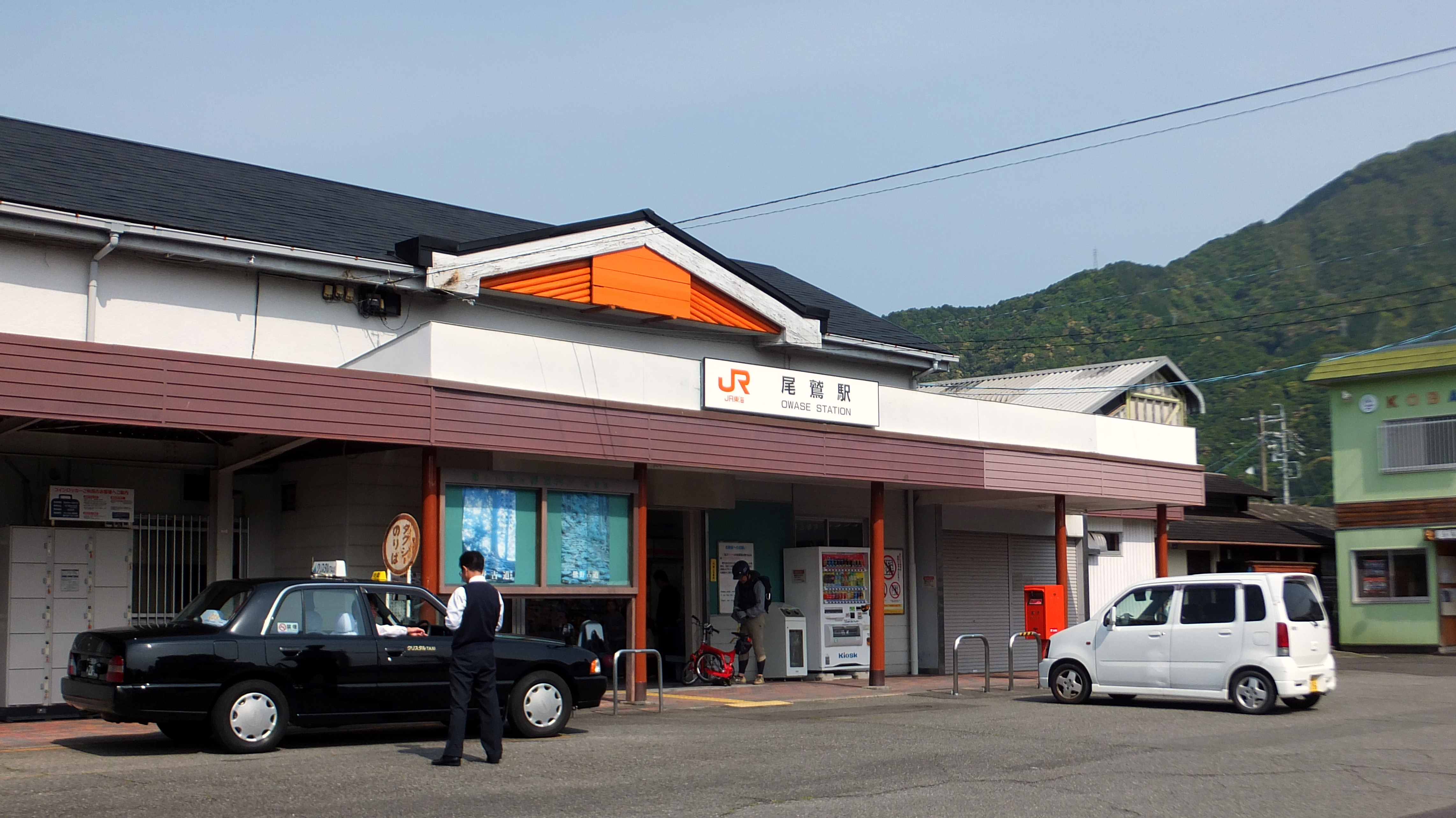
Eingangsbereich

## Gleise
| 1 | ▉ Kisei-Hauptlinie | Kumanoshi • Shingū |
| 2 | ▉ Kisei-Hauptlinie | Kameyama • Nagoya  |

## Linien
| Verlauf der Kisei-Hauptlinie |
| --- |
| Kameyama • Shimonoshō • Ishinden • Tsu • Akogi • Takachaya • Rokken • Matsusaka • Tokuwa • Taki • Ōka • Sana • Tochihara • Kawazoe • Misedani • Takihara • Aso • Ise-Kashiwazaki • Ōuchiyama • Umegadani • Kii-Nagashima • Minose • Funatsu • Aiga • Owase • Ōsoneura • Kuki • Mikisato • Kata • Nigishima • Atashika • Hadasu • Ōdomari • Kumanoshi • Arii • Kōshiyama • Kii-Ichigi • Atawa • Kii-Ida • Udono • Shingū • Miwasaki • Kii-Sano • Ukui • Nachi • Kii-Temma • Kii-Katsuura • Yukawa • Taiji • Shimosato • Kii-Uragami • Kii-Tahara • Koza • Kii-Hime • Kushimoto • Kii-Arita • Tanami • Tako • Wabuka • Esumi • Mirozu • Susami • Kii-Hiki • Tsubaki • Kii-Tonda • Shirahama • Asso • Kii-Shinjō • Kii-Tanabe • Haya • Minabe • Iwashiro • Kirime • Inami • Inahara • Wasa • Dōjōji • Gobō • Kii-Uchihara • Kii-Yura • Hirokawa Beach • Yuasa • Fujinami • Kii-Miyahara • Minoshima • Hatsushima • Shimotsu • Kamogō • Shimizuura • Kainan • Kuroe • Kimiidera • Miyamae • Wakayama • Kiwa • Wakayamashi |

## Geschichte

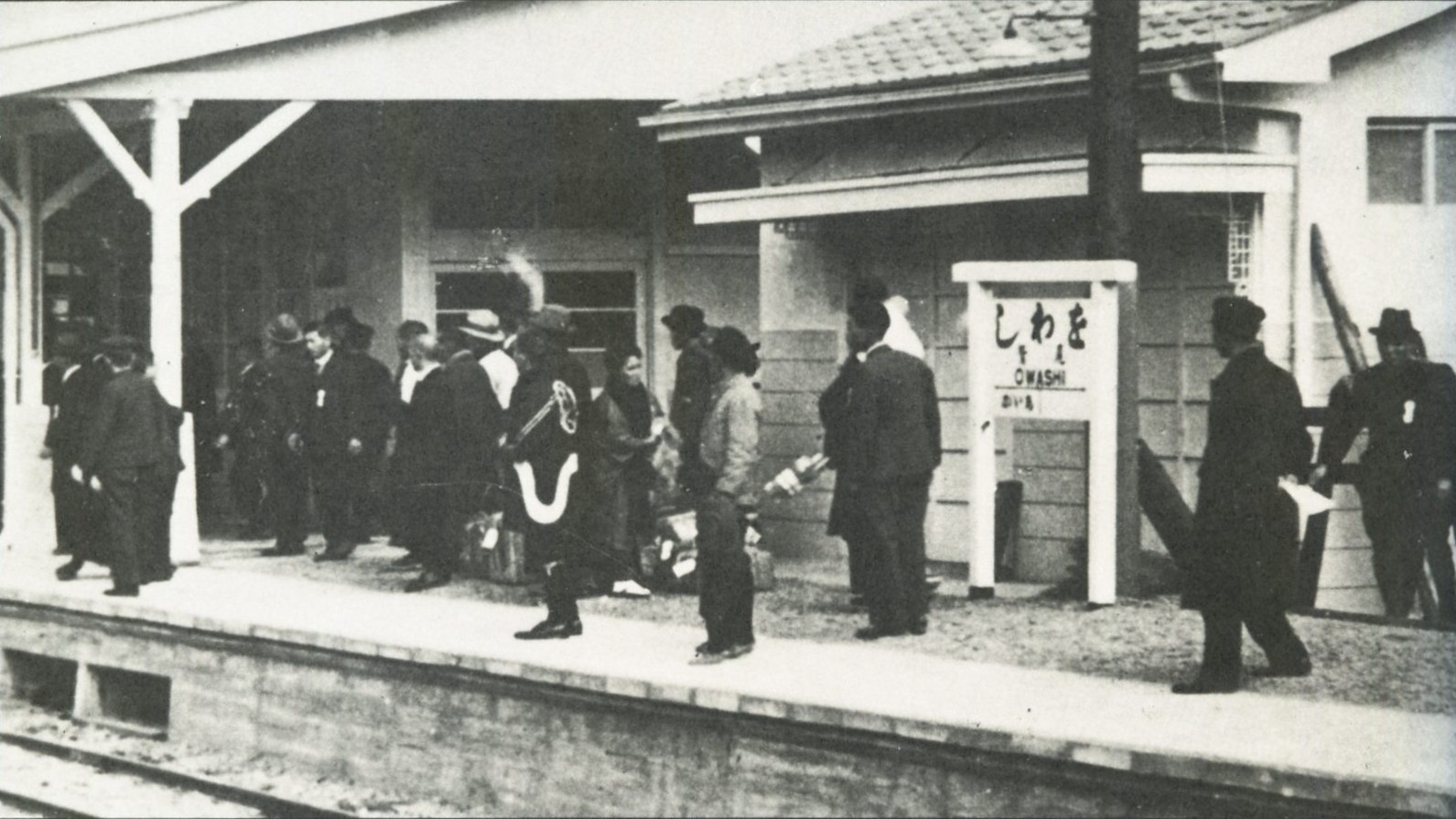
Der Bahnhof im Jahr 1942 (damals noch mit der Schreibweise Owashi)

Das Eisenbahnministerium eröffnete den Bahnhof am 19. Dezember 1934 unter dem Namen Owashi, zusammen mit dem von Minose bis hierhin führenden Abschnitt der Kisei-Hauptlinie. An diesem Tag fand am Hafen eine Eröffnungsfeier mit verschiedenen Unterhaltungsprogrammen statt. Über zwei Jahrzehnte lang war hier die Endstation, denn die Bauarbeiten kamen wegen der Austeritätspolitik der Regierung und des Pazifikkriegs zum Erliegen. Erst mehrere Jahre nach Kriegsende nahm die Japanische Staatsbahn den Streckenbau wieder in Angriff. Am 12. Januar 1957 nahm sie den Abschnitt nach Kuki in Betrieb. Mit der Fertigstellung der Kisei-Hauptlinie am 15. Juli 1959 erhielt der Bahnhof den Namen Owase (die Kanji-Schriftzeichen blieben gleich, doch die Lesung änderte sich). Aus Rationalisierungsgründen stellte die Staatsbahn am 1. Februar 1984 den Güterumschlag ein, am 14. März 1985 auch die Gepäckaufgabe. Im Rahmen der Staatsbahnprivatisierung ging der Bahnhof am 1. April 1987 in den Besitz der neuen Gesellschaft JR Central über.